# Rembau

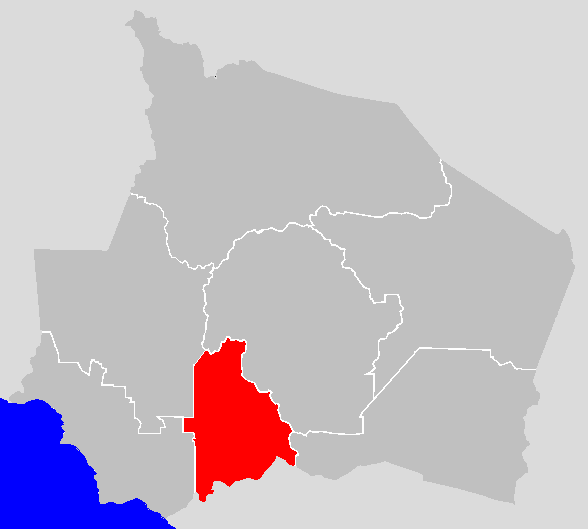
Distrikt Rembau in Negeri Sembilan

Rembau (minangkabauisch: Daerah Rembau, arabisch رمباو – Jawi) ist ein Daerah im Staat Negeri Sembilan in Malaysia. Die Einwohnerzahl beträgt 47.278 (Stand: 2020).

## Geographie
Der Distrikt liegt südöstlich der Hauptstadt Seremban, auf halbem Weg nach Tampin an der Hauptstraße 1. Auch eine Eisenbahnlinie und die Schnellstraße AH 2 (Lebuhraya Tarat Selatan) verlaufen durch das Gebiet. Der gleichnamige Hauptort Rembau liegt zwischen den Bergen Bukit Janjut (⊙ 262 m), Bukit Bintongan (⊙ 839 m) und Bukit Lechak (⊙ 814 m).

## Kultur
Im Distrikt ist die matrilineare und matrilokale Kultur (adat perpatih) des Volks der Minangkabau noch fest verankert.

## Verwaltung
In Rembau herrscht noch der alte Herrscher, der früher als Penghulu bezeichnet wurde. Heute lautet der Titel Yang Teramat Mulia Undang Luak Rembau. Er gehört zum Wahlgremium für den Yamtuan Besar von Negeri Sembilan, neben den Herrschern von Sungai Ujong, Jelebu und Johol.

### Verwaltungsgliederung
Der Daerah besteht aus 17 Mukim:
- Batu Hampar
- Bongek
- Chembong
- Chengkau
- Gadong
- Kundur
- Legong Hilir
- Legong Hulu
- Miku
- Nerasau
- Pedas
- Pilin
- Selemak
- Semerbok
- Sepri
- Tanjung Keling
- Titian Bintangor